# Martyna Baran
Martyna Baran (19 februari 2001) is een Poolse langebaanschaatsster. Haar beste afstand is de 500m.

## Records

### Persoonlijke records
| Afstand    | Tijd    | Datum           | Baan                |
| ---------- | ------- | --------------- | ------------------- |
| 500 meter  | 38,12   | 8 maart 2024    | Inzell              |
| 1000 meter | 1.17,29 | 8 maart 2024    | Inzell              |
| 1500 meter | 2.05,71 | 22 oktober 2023 | Inzell              |
| 3000 meter | 4.41,16 | 2 februari 2020 | Tomaszów-Mazowiecki |

(laatst bijgewerkt: 10 maart 2024)

## Resultaten
| Jaar | WK Sprint                | WK Afstanden           | WK Junioren        |
| ---- | ------------------------ | ---------------------- | ------------------ |
| 2019 |                          |                        | 29e 500m 32e 1000m |
| 2020 |                          |                        | 20e 500m 34e 1000m |
|      |                          |                        |                    |
| 2023 |                          | 24e 500m 6e teamsprint |                    |
| 2024 | 14e (13e, 23e, 13e, 17e) | 16e 500m               |                    |